# Anopheles eouzani
Anopheles eouzani är en tvåvingeart som beskrevs av Bruhnes, Goff och Bousses 2003. Anopheles eouzani ingår i släktet Anopheles och familjen stickmyggor. Inga underarter finns listade i Catalogue of Life.